# Десверт, Изидор
Изидор Жан Гаспар де Сверт (фр. Isidore Jean Gaspar нидерл. de Swert; 6 января 1830, Лёвен — 1896, Схарбек) — бельгийский виолончелист и музыкальный педагог.
Сын и ученик Хермана Десверта (1803—1873), хормейстера Лёвенского собора и музыкального педагога. Окончил Брюссельскую консерваторию (1846), ученик Франсуа Де Мюнка. С 1850 года работал в Брюгге как преподаватель и солист театрального оркестра. С 1856 года солист брюссельского оперного театра «Ла Монне». Короткое время преподавал в Лёвене, затем в 1866 году принял класс виолончели в Брюссельской консерватории у Франсуа Серве. Среди его учеников, в частности, Йозеф Холлман.
Братья — скрипач и композитор Жан Десверт (1832—1856) и виолончелист Жюль Десверт.